# Rômulo Pires
Rômulo Pires (Ceilândia, DF, 6 de junho de 1983) é um modelo brasileiro.
Rômulo nasceu em Ceilândia, no Distrito Federal, mas foi criado em Samambaia, onde também trabalhava como mecânico de automóveis, quando uma scouter de uma agência local lhe disse que tinha o perfil ideal para as passarelas.
Logo em seguida começou a trabalhar em Brasília e foi selecionado para participar da etapa local masculina do concurso Elite Model Look ficando em primeiro lugar na etapa nacional em 2001, juntamente com Mateus Montanari (RS) no segundo lugar masculino e Schynaider de Moura Souza (PI) no primeiro lugar feminino.
Dois anos depois começou a trabalhar para Karl Lagerfeld e antes de seu primeiro desfile, Rômulo foi contratado para estrelar campanhas para Chanel, Zara e Lagerfeld Gallery.
Graças a ajuda do "padrinho" Lagerfeld, Rômulo começou a viajar pelo mundo não parando mais, fazendo campanhas para Gucci, Valentino, Pepe Jeans, Roberto Cavalli, Carolina Herrera, Christian Lacroix, Calvin Klein, Laura Biagiotti, Emanuel Ungaro, Bagutta, Versace, Christian Dior com Monica Bellucci, Guess, Hugo Boss e outros.
É considerado pelos entendidos de moda como a Gisele Bundchen de calças.

## Agências
- Scouting (Brasília)
- d'management group(Milan)
- Ford (Sao Paulo)
- 2pm Models (Copenhague)
- DNA(Estados Unidos)
- Bananas (Paris)
- SUPA (Londres)
- KULT(Alemanha)
- VIEW(SPAIN)
- L.A MODELS (L.A)
- GH MANAGEMENT(MEXICO)
- CIVILES (ARGENTINA
- Dominique Models (Brussels)
- No Toys (Dusseldorf)
- Elite Model Management (Toronto)